# Административно-территориальное деление Кораблинского района

Кораблинский район на карте Рязанской области

Кораблинский район в рамках административно-территориального устройства включает 1 город районного значения и 9 сельских округов.
В рамках организации местного самоуправления, муниципальный район делится на 10 муниципальных образований, в том числе 1 городское и 9 сельских поселений:
- Кораблинское городское поселение (г. Кораблино)
- Бобровинское сельское поселение (д. Бобровинки)
- Кипчаковское сельское поселение (с. Кипчаково)
- Ключанское сельское поселение (с. Ключ)
- Ковалинское сельское поселение (д. Ковалинка)
- Молвинослободское сельское поселение (с. Молвина Слобода)
- Незнановское сельское поселение (с. Незнаново)
- Пехлецкое сельское поселение (с. Пехлец)
- Пустотинское сельское поселение (с. Пустотино)
- Яблоневское сельское поселение (с. Яблонево)

Город районного значения соответствует городскому поселению, сельский округ — сельскому поселению.

## Формирование муниципальных образований
В результате муниципальной реформы к 2006 году на территории 20 сельских округов было образовано 9 сельских поселений.
| Административно-территориальная единица | Населённый пункт             | Муниципальное образование            |
| --------------------------------------- | ---------------------------- | ------------------------------------ |
| Амановский сельский округ               | Аманово                      | Бобровинское сельское поселение      |
| Амановский сельский округ               | Владимировка                 | Бобровинское сельское поселение      |
| Амановский сельский округ               | Харламовка                   | Бобровинское сельское поселение      |
| Бобровинский сельский округ             | Бобровинки                   | Бобровинское сельское поселение      |
| Бобровинский сельский округ             | Волкова                      | Бобровинское сельское поселение      |
| Бобровинский сельский округ             | Зимарово                     | Бобровинское сельское поселение      |
| Бобровинский сельский округ             | Исаевка                      | Бобровинское сельское поселение      |
| Бобровинский сельский округ             | Копцево                      | Бобровинское сельское поселение      |
| Бобровинский сельский округ             | Малая Дмитриевка             | Бобровинское сельское поселение      |
| Бобровинский сельский округ             | Михино                       | Бобровинское сельское поселение      |
| Бобровинский сельский округ             | Муратовка                    | Бобровинское сельское поселение      |
| Моловский сельский округ                | Гальцово                     | Бобровинское сельское поселение      |
| Моловский сельский округ                | Моловка                      | Бобровинское сельское поселение      |
| Моловский сельский округ                | Мурзинка                     | Бобровинское сельское поселение      |
| Моловский сельский округ                | Наземное                     | Бобровинское сельское поселение      |
| Моловский сельский округ                | Ново-Александровские Выселки | Бобровинское сельское поселение      |
| Моловский сельский округ                | Прибытки                     | Бобровинское сельское поселение      |
| Моловский сельский округ                | Строилово                    | Бобровинское сельское поселение      |
| Кипчаковский сельский округ             | Григорьевское                | Кипчаковское сельское поселение      |
| Кипчаковский сельский округ             | Жаркое                       | Кипчаковское сельское поселение      |
| Кипчаковский сельский округ             | Ибердский                    | Кипчаковское сельское поселение      |
| Кипчаковский сельский округ             | Кикино                       | Кипчаковское сельское поселение      |
| Кипчаковский сельский округ             | Кипчаково                    | Кипчаковское сельское поселение      |
| Кипчаковский сельский округ             | Княжое                       | Кипчаковское сельское поселение      |
| Кипчаковский сельский округ             | Конобеево                    | Кипчаковское сельское поселение      |
| Кипчаковский сельский округ             | Красная Горка                | Кипчаковское сельское поселение      |
| Кипчаковский сельский округ             | Красная Поляна               | Кипчаковское сельское поселение      |
| Кипчаковский сельский округ             | Малиновка                    | Кипчаковское сельское поселение      |
| Кипчаковский сельский округ             | Набережная                   | Кипчаковское сельское поселение      |
| Кипчаковский сельский округ             | Приянки                      | Кипчаковское сельское поселение      |
| Кипчаковский сельский округ             | Сосновка                     | Кипчаковское сельское поселение      |
| Кипчаковский сельский округ             | Хомутск                      | Кипчаковское сельское поселение      |
| Ключанский сельский округ               | Быковская Степь              | Ключанское сельское поселение        |
| Ключанский сельский округ               | Демьяново                    | Ключанское сельское поселение        |
| Ключанский сельский округ               | Заречье                      | Ключанское сельское поселение        |
| Ключанский сельский округ               | Ключ                         | Ключанское сельское поселение        |
| Ключанский сельский округ               | Кривка                       | Ключанское сельское поселение        |
| Ключанский сельский округ               | Новые Воды                   | Ключанское сельское поселение        |
| Ключанский сельский округ               | Пахомовка                    | Ключанское сельское поселение        |
| Ключанский сельский округ               | Петрово                      | Ключанское сельское поселение        |
| Ключанский сельский округ               | Чигасово                     | Ключанское сельское поселение        |
| Великолукский сельский округ            | Великая Лука                 | Ковалинское сельское поселение       |
| Великолукский сельский округ            | Серьзево                     | Ковалинское сельское поселение       |
| Ковалинский сельский округ              | Грачевка                     | Ковалинское сельское поселение       |
| Ковалинский сельский округ              | Ковалинка                    | Ковалинское сельское поселение       |
| Ковалинский сельский округ              | Марьинка                     | Ковалинское сельское поселение       |
| Ковалинский сельский округ              | Новоселово                   | Ковалинское сельское поселение       |
|                                         | Кораблино                    | Кораблинское городское поселение     |
| Николаевский сельский округ             | Анновка                      | Молвинослободское сельское поселение |
| Николаевский сельский округ             | Волконка                     | Молвинослободское сельское поселение |
| Николаевский сельский округ             | Константиновка               | Молвинослободское сельское поселение |
| Николаевский сельский округ             | Красные Выселки              | Молвинослободское сельское поселение |
| Николаевский сельский округ             | Молвина Слобода              | Молвинослободское сельское поселение |
| Николаевский сельский округ             | Николаевка                   | Молвинослободское сельское поселение |
| Николаевский сельский округ             | Павловка                     | Молвинослободское сельское поселение |
| Николаевский сельский округ             | Рябиновка                    | Молвинослободское сельское поселение |
| Юраковский сельский округ               | Бестужево                    | Молвинослободское сельское поселение |
| Юраковский сельский округ               | Ляпуновка                    | Молвинослободское сельское поселение |
| Юраковский сельский округ               | Серебряный                   | Молвинослободское сельское поселение |
| Юраковский сельский округ               | Филатово                     | Молвинослободское сельское поселение |
| Юраковский сельский округ               | Хомут                        | Молвинослободское сельское поселение |
| Юраковский сельский округ               | Шилово                       | Молвинослободское сельское поселение |
| Юраковский сельский округ               | Юраково                      | Молвинослободское сельское поселение |
| Красненский сельский округ              | Быково                       | Незнановское сельское поселение      |
| Красненский сельский округ              | Красная Поляна               | Незнановское сельское поселение      |
| Красненский сельский округ              | Проницы                      | Незнановское сельское поселение      |
| Красненский сельский округ              | Светозаровка                 | Незнановское сельское поселение      |
| Красненский сельский округ              | Ухорские Выселки             | Незнановское сельское поселение      |
| Красненский сельский округ              | Ухорь                        | Незнановское сельское поселение      |
| Незнановский сельский округ             | Асники                       | Незнановское сельское поселение      |
| Незнановский сельский округ             | Гудово                       | Незнановское сельское поселение      |
| Незнановский сельский округ             | Лужки                        | Незнановское сельское поселение      |
| Незнановский сельский округ             | Незнаново                    | Незнановское сельское поселение      |
| Незнановский сельский округ             | Слободка                     | Незнановское сельское поселение      |
| Никитинский сельский округ              | Алексеевка                   | Незнановское сельское поселение      |
| Никитинский сельский округ              | Асаново                      | Незнановское сельское поселение      |
| Никитинский сельский округ              | Добрятино                    | Незнановское сельское поселение      |
| Никитинский сельский округ              | Каменка                      | Незнановское сельское поселение      |
| Никитинский сельский округ              | Лоша                         | Незнановское сельское поселение      |
| Никитинский сельский округ              | Никитино                     | Незнановское сельское поселение      |
| Никитинский сельский округ              | Павловка                     | Незнановское сельское поселение      |
| Семионовский сельский округ             | Новопоселенный Рог           | Незнановское сельское поселение      |
| Семионовский сельский округ             | Семион                       | Незнановское сельское поселение      |
| Семионовский сельский округ             | Чемоданово                   | Незнановское сельское поселение      |
| Пехлецкий сельский округ                | Газопровода                  | Пехлецкое сельское поселение         |
| Пехлецкий сельский округ                | Неретино                     | Пехлецкое сельское поселение         |
| Пехлецкий сельский округ                | Пехлец                       | Пехлецкое сельское поселение         |
| Пехлецкий сельский округ                | Табаево                      | Пехлецкое сельское поселение         |
| Пехлецкий сельский округ                | Фролово                      | Пехлецкое сельское поселение         |
| Курбатовский сельский округ             | Зараново                     | Пустотинское сельское поселение      |
| Курбатовский сельский округ             | Курбатово                    | Пустотинское сельское поселение      |
| Курбатовский сельский округ             | Юмашево                      | Пустотинское сельское поселение      |
| Пустотинский сельский округ             | Верхняя Ищередь              | Пустотинское сельское поселение      |
| Пустотинский сельский округ             | Воротцы                      | Пустотинское сельское поселение      |
| Пустотинский сельский округ             | Красный Городок              | Пустотинское сельское поселение      |
| Пустотинский сельский округ             | Ленинский                    | Пустотинское сельское поселение      |
| Пустотинский сельский округ             | Летогоща                     | Пустотинское сельское поселение      |
| Пустотинский сельский округ             | Максиков                     | Пустотинское сельское поселение      |
| Пустотинский сельский округ             | Малые Выселки                | Пустотинское сельское поселение      |
| Пустотинский сельский округ             | Нижняя Ищередь               | Пустотинское сельское поселение      |
| Пустотинский сельский округ             | Октябрь                      | Пустотинское сельское поселение      |
| Пустотинский сельский округ             | Первомайский                 | Пустотинское сельское поселение      |
| Пустотинский сельский округ             | Пустотино                    | Пустотинское сельское поселение      |
| Пустотинский сельский округ             | Хмелевое                     | Пустотинское сельское поселение      |
| Троицкий сельский округ                 | Лесуново                     | Пустотинское сельское поселение      |
| Троицкий сельский округ                 | Троица                       | Пустотинское сельское поселение      |
| Ерлинский сельский округ                | Дроково                      | Яблоневское сельское поселение       |
| Ерлинский сельский округ                | Ерлино                       | Яблоневское сельское поселение       |
| Ерлинский сельский округ                | Ерлино Выселки               | Яблоневское сельское поселение       |
| Чижовский сельский округ                | Кумино                       | Яблоневское сельское поселение       |
| Чижовский сельский округ                | Чижово                       | Яблоневское сельское поселение       |
| Яблоневский сельский округ              | Залесно-Чулково              | Яблоневское сельское поселение       |
| Яблоневский сельский округ              | Крутое                       | Яблоневское сельское поселение       |
| Яблоневский сельский округ              | Щелево                       | Яблоневское сельское поселение       |
| Яблоневский сельский округ              | Яблонево                     | Яблоневское сельское поселение       |